# Kansas City
Kansas City – obszar metropolitalny w centralnej części Stanów Zjednoczonych, liczący ponad 2 mln mieszkańców. Leży po obu stronach granicy stanów Missouri i Kansas i składa się z dwóch głównych miast: 
- Kansas City – miasto w stanie Kansas, w hrabstwie Wyandotte (146,9 tys. mieszkańców w 2000),
- Kansas City – miasto w stanie Missouri, w hrabstwach Jackson, Clay, Cass i Platte (441,5 tys. mieszkańców w 2000).

Przedmieścia z ponad 50 tys. mieszkańców należące do obszaru metropolitalnego to: Overland Park (Kansas), Olathe (Kansas), Independence (Missouri), Lee’s Summit (Missouri), Shawnee (Kansas), Lenexa (Kansas) i Blue Springs (Missouri).

## Demografia
W 2010 roku populacja Kansas City składała się w 59,2% z ludności rasy białej (nielatynoskiej), w 29,9% z ludności rasy czarnej lub afroamerykańskiej, 10% hiszpańskiej lub latynoskiej, 3,2% wielorasowej, 2,5% z ludności azjatyckiej i w 0,5% z ludności indiańskiej.